# Abdoulaye Diallo (calciatore 21 ottobre 1992)
Abdoulaye Diallo (Kabrousse, 21 ottobre 1992) è un calciatore senegalese, difensore dell'Avenir Beggen.

## Carriera

### Club
In carriera ha giocato 8 partite di qualificazione per l'Europa League, tutte con lo Jelgava.

### Nazionale
Nel 2013 ha giocato una partita con la nazionale senegalese.